# Barbus apleurogramma
Barbus apleurogramma és una espècie de peix cipriniforme de la família dels ciprínids.

## Morfologia
Els mascles poden assolir els 5,5 cm de longitud total.

## Distribució geogràfica
Es troba a Uganda (llacs Victòria i Edward), Ruanda, Burundi (llac Kivu) i Tanzània.